# جاكي إيفانكو

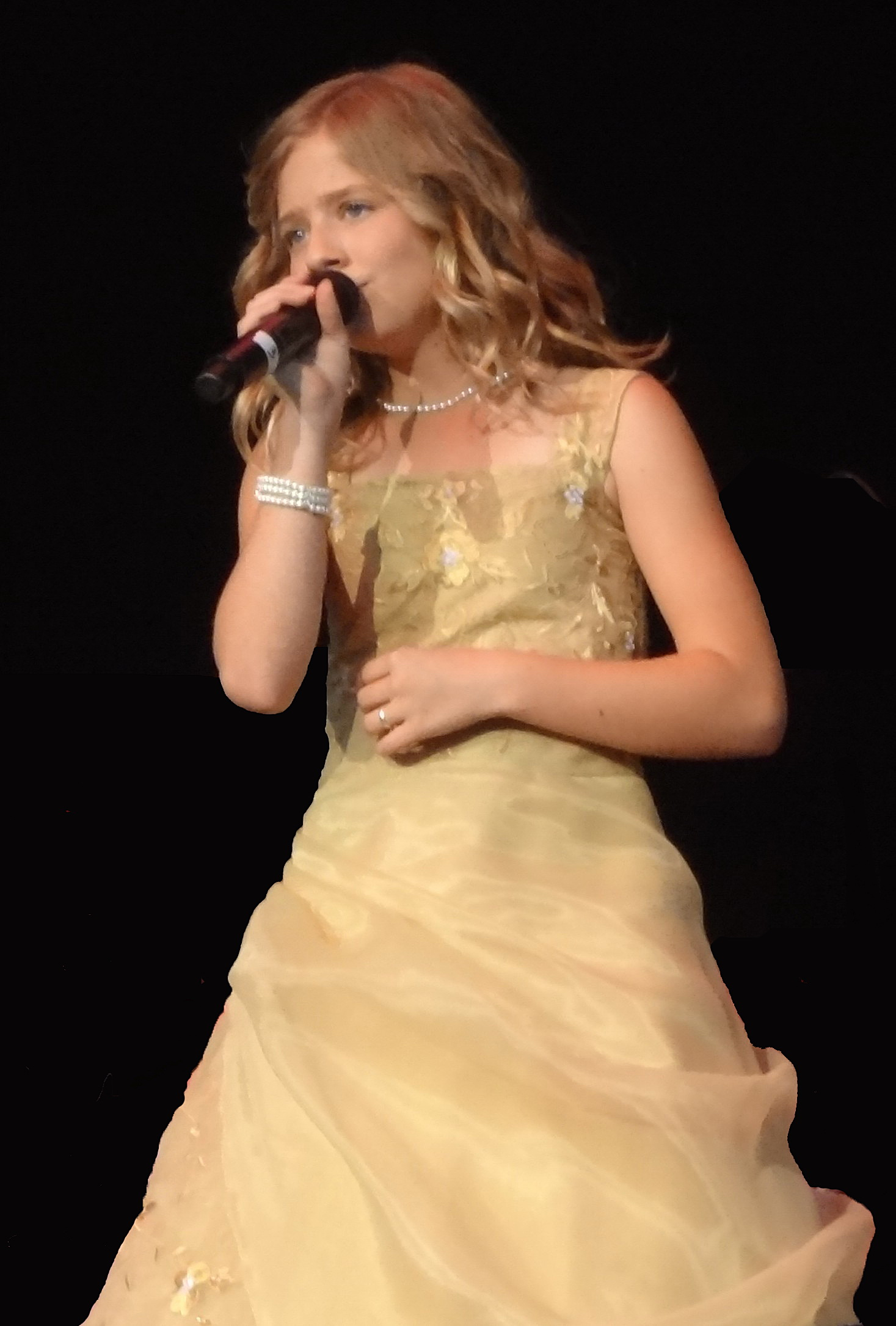

جاكي إيفانكو (بالإنجليزية: Jackie Evancho)‏ (9 أبريل 2000): مغنية البوب الأوبرالي أمريكية حاصلة على جوائز عديدة مثل بيلبورد 200 و هي بعمر صغير.
اشتهرت جاكي كثيراً عام 2009 على برنامج أمريكا غوت تالنت حيث حصلت على المركز الثاني وكان عمرها اَنذاك تسعة سنوات.

## روابط خارجية
- جاكي إيفانكو على موقع IMDb (الإنجليزية)
- جاكي إيفانكو على موقع ألو سيني (الفرنسية)
- جاكي إيفانكو على موقع ميوزك برينز (الإنجليزية)
- جاكي إيفانكو على موقع أول موفي (الإنجليزية)
- جاكي إيفانكو على موقع قاعدة بيانات الأفلام السويدية (السويدية)
- جاكي إيفانكو على موقع إن إن دي بي (الإنجليزية)
- جاكي إيفانكو على موقع أول ميوزيك (الإنجليزية)
- جاكي إيفانكو على موقع ديسكوغز (الإنجليزية)
- جاكي إيفانكو على موقع قاعدة بيانات الفيلم (الإنجليزية)
- جاكي إيفانكو على موقع كينوبويسك (الروسية)